# Дребнозъба цивета
Дребнозъбата цивета (Arctogalidia trivirgata) е вид бозайник от семейство Виверови (Viverridae), единствен представител на род Arctogalidia.

## Разпространение и местообитание
Разпространен е в Бангладеш, Бруней, Виетнам, Индия, Индонезия, Камбоджа, Китай, Лаос, Малайзия, Мианмар, Сингапур и Тайланд.